# NGC 1089
NGC 1089 ist eine elliptische Galaxie vom Hubble-Typ E1 im Sternbild Eridanus am Südsternhimmel. Sie ist schätzungsweise 360 Millionen Lichtjahre von der Milchstraße entfernt und hat einen Durchmesser von etwa 95.000 Lj.

Im selben Himmelsareal befinden sich u. a. die Galaxien NGC 1076, NGC 1081, NGC 1083, NGC 1105.
Das Objekt wurde am 29. September 1886 vom. US-amerikanischen Astronomen Lewis Swift entdeckt.